# Loxoblemmus animae
Loxoblemmus animae är en insektsart som beskrevs av Bhowmik 1967. Loxoblemmus animae ingår i släktet Loxoblemmus och familjen syrsor. Inga underarter finns listade i Catalogue of Life.